# Ragnhild E. Ch. Broberg
Ragnhild E. Ch. Broberg, Ragnhild Eufrosyne Charlotta Petschler Broberg, född 8 september 1887 i Katarina församling, Stockholm, död 10 maj 1957 i Hedvig Eleonora församling Stockholm, (annan källa anger Kalmar som födelseort) var en svensk författare och manusförfattare. 
Hon gifte sig 1938 med regissören och skådespelaren Erik A. Petschler och var mor till skådespelerskan Ragna Broo-Juter.
Makarna Petschler är begravda på Norra begravningsplatsen utanför Stockholm.

## Filmmanus
- 1931 – Flickan från Värmland